# Original video animation
Original video animation (Japans: オリジナル・ビデオ・アニメーション, orijinaru bideo animēshon) oftewel OVA is een term die gebruikt wordt voor anime-afleveringen die direct op video/dvd uitgebracht worden zonder eerst op televisie of in de bioscoop te zijn vertoond. OVA-afleveringen werden vroeger uitgebracht op VHS-cassettes, maar later meer en meer op laserdisk en dvd. De term OVA wordt soms verkeerd gebruikt voor een zeer korte animeserie of een speciale aflevering, zonder te kijken naar de manier van uitgave.
Vroeger werd de term OAV (original animation video) gebruikt in plaats van OVA en de betekenis van beide termen wordt tegenwoordig als gelijk beschouwd. Het wordt gezegd dat de afkorting OAV te zeer leek op "AV" (adult video), waardoor de foute interpretatie van OAV, original adult video, opkwam. Sinds 2006 wordt de afkorting OAV bijna niet meer gebruikt in Japan, behalve in Animedia, een maandelijks tijdschrift uitgegeven door Gakken.

## Vorm
Net als animeproducties gemaakt voor uitzending op televisie zijn OVA's opgesplitst in afleveringen. OVA's worden meestal uitgebracht op dvd, vaak maar met één aflevering per stuk. De lengte van een aflevering is, in tegenstelling tot tv-anime, niet vormvast en kan van een paar minuten tot twee uur per aflevering zijn.
Veel populaire animeproducties begonnen als OVA, maar werden later tv-series of films. Voorbeelden hiervan zijn Tenchi Muyo, dat meerdere tv-series, drie films en spin-offs opleverde, en Ah! My Goddess! met twee tv-series en een film. OVA's kunnen ook vervolg-, zij- of bonusverhalen zijn, bijvoorbeeld Zero no Tsukaima.
OVA's staan hoog aangeschreven door hun hoge kwaliteit. OVA-afleveringen hebben vaak hoge productiebudgetten en daarom is de kwaliteit van de animatie bijna altijd beter dan bij tv-series.